# Cocculus prainianus
Cocculus prainianus är en tvåhjärtbladig växtart som först beskrevs av Friedrich Ludwig Diels, och fick sitt nu gällande namn av Arabinda Pramanik och K. Thothathri. Cocculus prainianus ingår i släktet Cocculus och familjen Menispermaceae. Inga underarter finns listade i Catalogue of Life.